# Маряново (Рипінський повіт)
Маряново (пол. Marianowo) — село в Польщі, у гміні Бжузе Рипінського повіту Куявсько-Поморського воєводства.
Населення — 108 осіб (2011).
У 1975-1998 роках село належало до Влоцлавського воєводства.

## Демографія
Демографічна структура станом на 31 березня 2011 року:
|          | Загалом | Допрацездатний вік | Працездатний вік | Постпрацездатний вік |
| -------- | ------- | ------------------ | ---------------- | -------------------- |
| Чоловіки | 53      | 8                  | 38               | 7                    |
| Жінки    | 55      | 13                 | 32               | 10                   |
| Разом    | 108     | 21                 | 70               | 17                   |